# جون كينيدي (عسكري)
جون كينيدي (بالإنجليزية: John Kennedy)‏ (و. 1878 – 1948 م) هو عسكري، من المملكة المتحدة، ويحمل رتبة عسكرية major-general، توفي عن عمر يناهز 70 عاماً.

## التعليم
تعلم في هيليبيري وامبريال سيرفيس كوليج.

## الخدمة العسكرية
خدم في الجيش البريطاني (1898–1937).

## جوائز
حصل على جوائز منها:
- فارس الصليب الأكبر من رتبة الإمبراطورية البريطانية
- نيشان الخدمة المتميزة [الإنجليزية]‏
- رفيقة اوردر اوف باث
- شريك وسام القديس ميخائيل والقديس جورج.